# Стрижнёва, Светлана Ефимовна
Светла́на Ефи́мовна Стрижнёва (р. 26 марта 1937, Донбасс, Украинская ССР, СССР) — советский и российский музейный работник. Директор Государственного музея В. В. Маяковского (1981—2012). Заслуженный работник культуры РСФСР (1977).

## Биография
Происходит из белорусских крестьян. Родилась 26 марта 1937 года в Донбассе, где её отец был одним из руководителей театра. С началом Второй мировой войны на территории СССР отец был назначен руководителем военного госпиталя и отправлен на фронт, а мать с двумя детьми (старшей дочери было 7 лет, младшей Светлане — 4) эвакуирована в Казахстан.
В дороге мы столкнулись с чудовищной человеческой жестокостью, ничего подобного в своей жизни я больше, пожалуй, не встречала. На одной из остановок мама вышла из вагона купить молоко  — мы с сестрой болели. Соседи по купе, боясь заразиться, выбросили нас на открытую платформу состава. Вернувшись и не обнаружив нас в купе, мама схватила одеяло и побежала искать. Так, в одеяле, больные дети ехали под открытым небом до следующей станции. Сестра умерла, я же болела целый год и выжила благодаря чуду.
В школу начала ходить в Сталинграде, куда её отец был переведён в морскую часть. В 1947 году отец был арестован, и мать на время вывезла Светлану из Тарту, где в это время жила семья, в свою родную деревню Каменка в Белоруссии. Деревня был сожжена во время войны, и её жители жили в землянках.
В течение 15 лет руководила единственным в своём роде передвижным музеем Льва Толстого.
В 1981 году была назначена директором Государственного музея В. В. Маяковского. Благодаря новой концепции, созданной совместно с сотрудниками музея и привлечёнными художниками, и проведённой в 1987—1989 годах реконструкции, вывела Музей Маяковского на 4 место среди московских музеев по посещаемости иностранными туристами после Кремля, Оружейной палаты и Алмазного фонда.
В декабре 2012 года написала заявление об увольнении по собственному желанию. Свое решение Стрижнёва объяснила проблемами со здоровьем.

## Награды
- Медаль ордена «За заслуги перед Отечеством» II степени (1997)[4].
- Золотая медаль Московской академии художеств.[1]

## Почётные звания
- Заслуженный работник культуры РСФСР (1977).[1]

### Публикации Светланы Стрижнёвой

#### Интервью
- Попова Наталья. Светлана Стрижнёва: загадки в деле Маяковского еще остались // РИА Новости. — 15 апреля 2010 года.
- Тишина Ирина. [www.litmir.net/br/?b=133988&p=62 Мы можем говорить друг с другом без перевода] // Литературная газета. — 2010. — № 16 (6271).
- Ларина Ксения, Трефилова Анна. Музей Маяковского: Интервью Светланы Стрижнёвой в программе «Музейные палаты» // Эхо Москвы. — 1 мая 2010 года.

#### Книги
- Маяковский был и остаётся / Авт.-сост. С. Е. Стрижнёва, Т. П. Поляков. — М. — Берлин — Париж, 1993.
- «В том, что умираю, не вините никого»?.. Следственное дело В. В. Маяковского. Документы. Воспоминания современников / Вступ. статья, сост., подгот. текста и коммент. С. Е. Стрижнёвой; Государственный музей В. В. Маяковского. — М.: Эллис Лак 2000, 2005. — 672 с.
- Будетлянский клич: Футуристическая книга / Предисл. Стрижнёва С. Е.; Авт. ст. и коммент.: Аксенкин А. П., Зименков А. П., Карпов Д. В. и др.. — М.: Фортуна ЭЛ, 2006. — 144 с. — ISBN 5-9582-0015-1.
- Солнце Маяковского на Акуловой горе / Сост. и вступ. ст. В. В. Панченкова; Предисл. С. Е. Стрижневой; Научный ред. А. П. Зименков. — М.: ГММ, 2011. — 47 с.

#### Статьи
- Маяковского В. В. музей // Российская музейная энциклопедия. — М.: Прогресс, РИПОЛ классик, 2005. — С. 350.
- Стрижнёва С. Е. Маяковская Людмила Владимировна // Энциклопедия русского авангарда  / Авторы-составители В. И. Ракитин, А. Д. Сарабьянов; научный редактор А. Д. Сарабьянов. — М.: RA, Global Expert & Service Team, 2013. — Т. II: Л—Я. — С. 121. — ISBN 978-5-902801-11-5.

### О Светлане Стрижнёвой
- Раевская Мария. Сергей Капков: Бывший директор Музея Маяковского напишет книгу о своей работе // Вечерняя Москва. — 22 декабря 2012 года. Архивировано из оригинала 25 декабря 2012 года.